# Municipio de Emmett (condado de Calhoun)
El municipio de Emmett (en inglés: Emmett Charter Township) es un municipio ubicado en el condado de Calhoun, en el estado estadounidense de Míchigan. Es parte del área metropolitana estadística de la ciudad de Battle Creek. En el censo del año 2010 tenía una población de 11,770 habitantes. Tiene una población estimada, a mediados de 2019, de 11,627 habitantes.

## Geografía
El municipio de Emmett se encuentra ubicado en las coordenadas 42°16′50″N 85°6′32″O / 42.28056, -85.10889. Según la Oficina del Censo de los Estados Unidos, el municipio tiene una superficie total de 84.2 km², de la cual 82.9 km² corresponden a tierra firme y 1.3 km² es agua.

## Demografía
Según el censo de 2010, había 11770 personas residiendo en el municipio de Emmett. La densidad de población era de 139,82 hab./km². De los 11770 habitantes, el municipio de Emmett estaba compuesto por el 91.44% blancos, el 3.14% eran afroamericanos, el 0.59% eran amerindios, el 1.2% eran asiáticos, el 0.01% eran isleños del Pacífico, el 1.17% eran de otras razas y el 2.46% pertenecían a dos o más razas. Del total de la población el 3.87% eran hispanos o latinos de cualquier raza.